# Röntgenátvilágításos anyagvizsgálat
A sugárzásos átvilágítási módszer jól ismert az egészségügyi használatban (például a tüdőszűrésnél), de kevésbé közismert az, hogy az anyagok minőségének ellenőrzésére is fölhasználják a röntgenátvilágításos (vagy más sugárzásos) vizsgálati módszereket.

## Fizikai alapelv
A röntgenátvilágításos anyagvizsgálat azon az elven alapul, hogy a mintadarabba besugárzott röntgensugár a mintadarabban egyenletesen áthalad, de a hibahelyen, szennyezésen egy része szóródik, vagy visszaverődik. A visszaverődés elsősorban a hibahely vagy az idegen anyag kristályszerkezeti tulajdonságaitól függ.

## Mérési területek
Ilyen területek a kész- és félkész termékek anyagvizsgálata (például a konzerviparban vagy az autóiparban). Ugyancsak fontos minőségvizsgáló eszköz a különféle anyagokban föllelhető folytonossági hiányok, vagy kis anyagtöbbletek kimutatására is. Előnyösen alkalmazható a fölmelegítéssel (hegesztéssel, forrasztással), vagy hidegen (ragasztással) egyesített fémek, műanyagok heg-varratainak vizsgálatára.

## Külső hivatkozások
- Az ipari roncsolásmentes anyagvizsgálat eszközei[halott link]